# Random Access Memories (10th Anniversary Edition)
| Оценки критиков | Оценки критиков |
| Источник        | Оценка          |
| --------------- | --------------- |
| Clash           | 9/10            |
| Pitchfork       | 7.7/10          |

Random Access Memories (10th Anniversary Edition) — третий сборник французского электронного дуэта Daft Punk. Представляет собой юбилейное переиздание их последнего студийного альбома Random Access Memories, содержащее дополнительный диск с 35-минутным бонусным контентом, включая неизданные демоверсии и ауттейки. Релиз сборника состоялся 12 мая 2023 года.

## Продвижение и релиз
22 февраля 2021 года Daft Punk объявили о прекращении творческой деятельности. Ровно два года спустя, 22 февраля 2023 года, дуэт объявил о выпуске юбилейного переиздания Random Access Memories — содержащего бонус-диск с демозаписями и ауттейками — приуроченного к десятилетию пластинки. Это был второй год подряд, когда Daft Punk анонсировали новый релиз в годовщину своего распада. До этого, 22 февраля 2022 года, музыканты объявили о переиздании альбома Homework (посвященного его 25-летию), в связке со специально подготовленным сборником ремиксов.
Во время продвижения своего сольного проекта Mythologies Тома́ Бангалтер заявил, что они с напарником не хотели «портить магию», пока создавали музыку вместе, однако почувствовали необходимость поделиться подробностями своего творческого процесса теперь, когда «история закончилась». Помимо сборника на двух дисках, был выпущен обновлённый однодисковый вариант альбома в формате Dolby Atmos, как и компиляция он включал 13 оригинальных треков, а также ремикс песни «The Write of Fragments of Time».
Одним из бонусов стала новая версия композиции «Touch», использованная в видео, объявляющем о распаде Daft Punk. 22 марта был выпущен первый сингл, «The Write of Fragments of Time» (созданная при участии Тодда Эдвардса), вместе с видеоклипом снятым креативным директором Daft Punk Седриком Эрве. Релиз второго сингла, «GLBTM (Studio Outtakes)», состоялся 20 апреля. Он включал ранее неиспользованные студийные записи Чилли Гонсалеса и других сессионных музыкантов, созданные для песни «Give Life Back to Music».
Последний сингл, «Infinity Repeating (2013 Demo)», был записан при участии Джулиана Касабланкаса. Премьера песни и сопровождающего её музыкального видео (режиссёра Уоррена Фу) состоялась 11 мая в Центре Помпиду Ранее Касабланкас уже упоминал о существовании этой композиции в интервью в 2014 года. В своем пресс-релизе Daft Punk назвали её «своей лебединой песней».
За неделю до выхода переиздания в приложении Spotify появились географические координаты для каждой из песен оригинального альбома, предвещая специальные события запланированные в десяти городах по всему миру: Берлине, Буэнос-Айресе, Лондоне, Мехико, Нью-Йорке, Париже, Санта-Монике, Сан-Паулу, Сиднее, и Токио. На той же неделе стало известно, что сотрудники Snapchat взаимодействовали с творческой командой Daft Punk для продвижения переиздания с использованием фильтров и линз дополненной реальности. Пользователи по всему миру могли использовать это приложение, чтобы получить ранний доступ к треку «Horizon», а жители этих десяти городов могли принять участие в геолокационной охоте за контентом. Участники интерактивного мероприятия могли использовать фильтр Snapchat, чтобы найти голографические монолиты, воспроизводящие фрагменты музыкального клипа «Infinity Repeating».
На фоне релиза переиздания оригинальный альбом вновь поднялся на вершину электронного чарта Dance/Electronic Albums, а также попал в первую десятку хит-парада Billboard 200.

### Memory Tapes
В рамках продвижения сборника Daft Punk в течение года выпускали веб-сериал под названием Memory Tapes. В проекте поучаствовали: Джулиан Касабланкас, Чилли Гонсалес, Panda Bear, DJ Falcon, Тодд Эдвардс, Фаррелл Уильямс, Найл Роджерс, Пол Уильямс и Крис Касвелл. Съёмки видеороликов проходили на студиях Gang Studios в (Париж) и Henson Studios (Лос-Анджелес) — где проходила запись Random Access Memories — и были посвящены воспоминаниям музыкантов о работе над вышеупомянутой пластинкой.
Сериал состоит из восьми эпизодов, в которых соавторы альбома размышляют о важности Daft Punk для музыкальной индустрии, их творчестве и неожиданном расколе. Джулиан Касабланкас обсуждает создание «Instant Crush» и «Infinity Repeating», отмечая, что, по его мнению, последняя идеально подходит для того, чтобы «поставить крест на Daft Punk» (обыгрывая слова дуэта о том что это их «лебединая песня»), а затем шутит, что тем самым они лишь нагнали «драматичности», ставя под сомнение тот факт, что дуэт никогда не воссоединиться вновь и трек действительно станет последним в их карьере. Чилли Гонсалес назвал подход дуэта к работе над альбомом «планированием уровня Стэнли Кубрика», комментируя своё фортепианное соло в «Within».
DJ Falcon и Тодд Эдвардс тоже высказались о распаде Daft Punk, причем Falcon особо похвалил решение дуэта поставить точку выпуском песни «Infinity Repeating» (и видеоклипа для неё). Эдвардс выразил сожаление по поводу того, что Daft Punk не стали гастролировать в поддержку Random Access Memories, однако заявил, что для него не было шоком когда они разошлись, подчеркнув, что эти двое «уже тогда двигались в разных направлениях в музыкальном плане».
По словам Фаррелла Уильямса, он не ожидал, что в финальных версиях «Get Lucky» или «Lose Yourself to Dance» оставят его вокал, предполагая, что в обоих песнях задействуют каких-нибудь других исполнителей. Вокалист был настолько сосредоточен во время сочинения и записи материала, что забыл, как вообще звучали эти композиции, из-за больших перерывов между студийными сессиями. Эпизод содержит видеозапись реакции Уильямса на то как он впервые услышал обе готовые песни. В свою очередь Найл Роджерс заявил, что опыт работы с дуэтом кардинально изменил его жизнь, подчеркнув: «она была одной до „Random Access Memories“ и стала совершенно другой после». Продюсер назвал влияние альбома поучительным опытом и подчеркнул, что за счёт успеха пластинки он начал получать предложения о сотрудничестве от множества молодых исполнителей из разных музыкальных жанров.

## Список композиций
| №                   | Название                                                 | Автор(ы)                                                                        | Длительность |
| ------------------- | -------------------------------------------------------- | ------------------------------------------------------------------------------- | ------------ |
| 1.                  | «Give Life Back to Music»                                | Тома Бангальтер, Ги-Мануэль де Омем-Кристо, Пол Джексон-младший, Найл Роджерс   | 4:34         |
| 2.                  | «The Game of Love»                                       | Бангальтер, Омем-Кристо                                                         | 5:21         |
| 3.                  | «Giorgio by Moroder»                                     | Бангальтер, Омем-Кристо, Джорджо Мородер                                        | 9:04         |
| 4.                  | «Within»                                                 | Бангальтер, Омем-Кристо, Чилли Гонсалес                                         | 3:48         |
| 5.                  | «Instant Crush» (при участии Джулиана Касабланкаса)      | Бангальтер, Омем-Кристо, Джулиан Касабланкас                                    | 5:37         |
| 6.                  | «Lose Yourself to Dance» (при участии Фаррелла Уильямса) | Бангальтер, Омем-Кристо, Фаррелл Уильямс, Роджерс                               | 5:53         |
| 7.                  | «Touch» (при участии Пола Уильямса)                      | Бангальтер, Омем-Кристо, Кристофер Пол Касвелл, Пол Уильямс                     | 8:18         |
| 8.                  | «Get Lucky» (при участии Фаррелла Уильямса)              | Бангальтер, Омем-Кристо, Ф. Уильямс, Роджерс                                    | 6:07         |
| 9.                  | «Beyond»                                                 | Бангальтер, Омем-Кристо, Касвелл, П. Уильямс                                    | 4:50         |
| 10.                 | «Motherboard»                                            | Бангальтер, Омем-Кристо                                                         | 5:41         |
| 11.                 | «Fragments of Time» (при участии Тодда Эдвардса)         | Бангальтер, Омем-Кристо, Тодд Императрис                                        | 4:39         |
| 12.                 | «Doin' It Right» (при участии Panda Bear)                | Бангальтер, Омем-Кристо, Ноа Леннокс                                            | 4:11         |
| 13.                 | «Contact»                                                | Бангальтер, Омем-Кристо, Стефан Кэм, Гарт Портер, Тони Митчелл, Дэрил Брейтуэйт | 6:21         |
| Общая длительность: | Общая длительность:                                      | Общая длительность:                                                             | 74:24        |

#### Бонус-диск
| №                   | Название                                                                         | Автор(ы)                                                    | Длительность |
| ------------------- | -------------------------------------------------------------------------------- | ----------------------------------------------------------- | ------------ |
| 14.                 | «Horizon Ouverture»                                                              | Бангальтер, Омем-Кристо                                     | 2:08         |
| 15.                 | «Horizon (Japan CD)»                                                             | Бангальтер, Омем-Кристо                                     | 4:25         |
| 17.                 | «GLBTM (Studio Outtakes)»                                                        | Бангальтер, Омем-Кристо, Пол Джексон-младший, Найл Роджерс  | 6:22         |
| 18.                 | «Infinity Repeating (2013 Demo)» (при участии Джулиана Касабланкаса и The Voidz) | Бангальтер, Омем-Кристо, Джулиан Касабланкас                | 4:00         |
| 19.                 | «GL (Early Take)» (при участии Фаррелла Уильямса)                                | Бангальтер, Омем-Кристо, Фаррелл Уильямс                    | 0:33         |
| 20.                 | «Prime (2012 Unfinished)»                                                        | Бангальтер, Омем-Кристо                                     | 4:46         |
| 21.                 | «LYTD (Vocoder Tests)» (при участии Фаррелла Уильямса)                           | Бангальтер, Омем-Кристо, Ф. Уильямс, Роджерс                | 2:08         |
| 22.                 | «The Writing of Fragments of Time» (при участии Тодда Эдвардса)                  | Бангальтер, Омем-Кристо, Эдвардс                            | 8:17         |
| 23.                 | «Touch (2021 Epilogue)» (при участии Пола Уильямса)                              | Бангальтер, Омем-Кристо, Кристофер Пол Касвелл, Пол Уильямс | 8:17         |
| Общая длительность: | Общая длительность:                                                              | Общая длительность:                                         | 110:46       |

- «Contact» содержит семпл из песни «We Ride Tonight»[англ.] в исполнении рок-группы The Sherbs[англ.] и отрывок из разговора астронавта Юджина Сернана во время миссии «Аполлон-17», любезно предоставленный НАСА[36].

## Участники записи

### Основные артисты
- Daft Punk — вокал (треки 1, 2, 4, 6-9, 12), модульный синтезатор[англ.] (треки 2, 5, 8, 9, 15), синтезатор (треки 2, 5, 8, 9, 14), клавишные (треки 3, 4, 5, 11), гитара (трек 5), продюсирование, художественная концепция
- Panda Bear — вокал (трек 12)
- Джулиан Касабланкас — вокал (треки 5, 17), лид-гитара (трек 5) и сопродюсирование (трек 5, 17)
- Тодд Эдвардс[англ.] — вокал и сопродюсирование (трек 11)
- DJ Falcon[англ.] — модульный синтезатор и сопродюсирование (трек 13)
- Чилли Гонсалес[англ.] — клавишные (трек 1), фортепиано (трек 4)
- Джорджо Мородер — голос (трек 3)
- Найл Роджерс — гитара (треки 1, 6, 8)
- The Voidz — дополнительные инструменты (трек 17)
- Пол Уильямс[англ.] — вокал и текст (трек 7), текст (трек 9)
- Фаррелл Уильямс — вокал (треки 6, 8)

| - Грей Лейс — педальная слайд-гитара (треки 1-3, 9-11, 15), гавайская гитара (треки 7, 9) - Крис Касвелл — клавишные (треки 1-4, 7-11, 15), оркестровка, аранжировка - Пол Джексон-младший — гитара (треки 1-3, 7-11, 15) - Нейтан Ист — бас-гитара (треки 1-6, 8, 11, 15) - Джеймс Джинус — бас-гитара (треки 3, 7, 9-11, 13) - Джон Робинсон — ударные (треки 1,2, 4-6, 15) - Омар Хаким — ударные (треки 3, 7-9, 11, 13), перкуссия (трек 10) - Quinn — перкуссия (треки 1, 3-5, 7, 10, 11), ударные (трек 7) - Томас Блох — волны Мартено (трек 7), кристал-баше (трек 10) | - Боб Людвиг — мастеринг - Антуан Шабер — мастеринг - Пол Хан — менеджмент - Седрик Эрве — креативный директор, обложка - Уоррен Фу — обложка, иллюстрации - Мик Гузауски — запись, микширование - Питер Франко — звукорежиссёр - Флориан Лагатта — звукорежиссёр - Даниэль Лернер — звукорежиссёр |

### Оркестр
Задействован в треках 3, 7, 9, и 10
- Дирижёр — Дуглас Уолтер
- Антрепренёр — Джозеф Солидо
- Скрипки — Асса Дори, Йохана Крейчи, Рита Вебер, Кевин Коннолли, Джоэл Паргман, Сонг Ли, Ирина Волошина, Маргарет Вутен, Мэри Кей. Слоан, Нина Евтухова, Мивако Ватанабе, Сэмюэл Фишер, Лиза Дондингер, Рафаэль Ришик, Синтия Муссас, Сара Перкинс, Нил Хэммонд, Оливия Цуи, Калабрия Макчесни, Кэрри Кеннеди, Лиза Саттон, Одри Соломон
- Альты — Эндрю Пикен, Альма Фернандес, Родни Виртц, Кэролин Райли, Гарри Ширинан, Джоди Рубин, Роланд Като, Рэй Тишер
- Виолончели — Кристина Соул, Пола Хохалтер, Ванесса Ф. Смит, Тимоти Лоо, Армен Ксаджикян
- Контрабасы — Чарльз Бергхофер, Дон Ферроне, Дрю Дембовски
- Флейты — Грег Хакинс, Стив Каяла, Сара Андон
- Гобой — Эрл Думлер
- Кларнеты — Марти Кристалл, Джин Чиприано
- Бас-кларнет — Джин Чиприано
- Фагот — Джудит Фармер
- Английский рожок — Дэвид Кософф
- Валторны — Натан Кэмпбелл, Джеймс Аткинсон, Джастин Хагеман, Стефани О’Киф, Даниэль Ондарза
- Трубы — Гэри Грант, Уоррен Луенинг, Чарльз Финдли, Ларри Макгуайр
- Тромбоны — Эндрю Мартин, Чарльз Морильяс, Чарльз Лупер, Боб Макчесни
- Бас-тромбон — Крейг Госнелл
- Ударные — Брайан Килгор, Марк Конверс
- Прослушивание звукозаписи — Крис Касвелл
- Хор (трек 7) — Ширли Кеснади, Алисса М. Кремшоу, Элайна С. Креншоу, Александра Ганн, Джеффри Ганн, Эмма С. Ганн, Виктор Пинеши, Мэрайя А. Бритт, Джошуа Бритт, Алисия Грант, Челси Т. Дибласи, Джессика Роттер, дирижёр Энджи Джари

## Drumless Edition
| Оценки критиков | Оценки критиков |
| Источник        | Оценка          |
| --------------- | --------------- |
| Pitchfork       | 5.4/10          |

28 сентября 2023 года Daft Punk анонсировали ещё одно переиздание альбома, озаглавленное Random Access Memories (Drumless Edition). Релиз состоялся 17 ноября 2023 года. Новая версия включала 13 оригинальных треков перемикшированных без задействования ударных инструментов. Одновременно с анонсом альбома в качестве промо-сингла была выпущена композиция «Within (Drumless Edition)». Как и в случае с переизданием, посвященным 10-летию пластинки, отдельно была выпущена версия в формате Dolby Atmos. Drumless Edition был прохладно встречен музыкальной прессой.

## Чарты
| Чарт (2023)              | Высшая позиция |
| ------------------------ | -------------- |
| Австралия                | 14             |
| Испания                  | 8              |
| Новая Зеландия           | 11             |
| Швеция                   | 4              |
| Япония (Albums Chart)    | 20             |
| Япония (Combined Albums) | 50             |